# Brake Lights
Brake Lights — мікстейп американського репера Game, виданий для безкоштовного завантаження 3 серпня 2010 р. Гост: DJ Skee. Реліз вийшов як промо до четвертого студійного альбому The R.E.D. Album (2011). Наразі мікстейп має срібний статус на DatPiff (за критеріями сайту), його безкоштовно завантажили понад 72 тис. разів. Виконавчі продюсери: Cool & Dre.

## Список пісень
| #   | Назва                                               | Продюсер(и)   | Тривалість |
| --- | --------------------------------------------------- | ------------- | ---------- |
| 1.  | «Brake Lights» (з участю Busta Rhymes)              | The Dope Boyz | 3:51       |
| 2.  | «Trading Places» (з участю Snoop Dogg)              | DJ Khalil     | 4:29       |
| 3.  | «Cold Blood» (з участю Dre та Busta Rhymes)         | Cool & Dre    | 2:39       |
| 4.  | «MIA (3 Heats)»                                     | Cool & Dre    | 3:34       |
| 5.  | «Stop» (з участю Rick Ross)                         | Cool & Dre    | 3:29       |
| 6.  | «Street Riders» (з участю Nas та Akon)              | Cool & Dre    | 4:36       |
| 7.  | «HaHaHaHaHa»                                        | Cool & Dre    | 3:09       |
| 8.  | «Pushin' It» (з участю T.I. та Robin Thicke)        | Rich Skillz   | 4:15       |
| 9.  | «That's the Way the Game Goes» (з участю Shawty Lo) | Cool & Dre    | 4:33       |
| 10. | «Ecstasy»                                           | Cool & Dre    | 4:25       |
| 11. | «Phantom of the Opera» (з участю Robin Thicke)      | DJ Toomp      | 3:26       |
| 12. | «Do It B.I.G.» (з участю Yung Joc)                  | Paperboy Fabe | 3:25       |
| 13. | «You Are the Blood»                                 | Cool & Dre    | 3:11       |
| 14. | «Get 'Em» (з участю Waka Flocka Flame)              | Lex Luger     | 3:55       |
| 15. | «Cherry Kool-Aid» (з участю Maad Maxx та X.O.)      | The Dope Boyz | 3:58       |
| 16. | «Heels & Dresses» (з участю X.O. та Tydolla$ign)    | Cool & Dre    | 3:30       |
| 17. | «Blackout»                                          | J.R. Rotem    | 3:56       |
| 18. | «Stadium Music»                                     | Rich Skillz   | 4:26       |
| 19. | «Hustlin' (Champion's Anthem)»                      | Ced L. Young  | 5:13       |

Семпли
- «MIA (3 Heats)» — «Time» у вик. Лу Роулза
- «Stop» — «Mr. Crowley» у вик. Оззі Осборна
- «HaHaHaHaHa» — «What's Beef?» у вик. The Notorious B.I.G.
- «Do It B.I.G.» — «Juicy» у вик. The Notorious B.I.G.
- «You Are the Blood» — «You Are the Blood» у вик. Сурф'яна Стівенса
- «Cherry Kool-Aid» — «Am I a Good Man» у вик. Them Two
- «Heels & Dresses» — «The Robot With Human Hair, Pt. 1» у вик. Dance Gavin Dance
- «Blackout» — «No Easy Way Out» у вик. Роберта Теппера

Оригінальні біти
- «Trading Places» — «Almost Famous» у вик. Eminem
- «Street Riders» — «Hustla» у вик. Triple C's з уч. Masspike Miles
- «Pushin' It» recycles «Pushin' It» у вик. Джа Рула з уч. Робіна Тіка
- «Hustlin' (Champion's Anthem)» — «Let Me In» у вик. Pill